# Yabucoa
Yabucoa es un municipio de la región este del Estado Libre Asociado de Puerto Rico. Fundado en 1793, su nombre deriva de un término taíno que significa «lugar donde se cultiva la yuca». Es conocido «La Ciudad del Azúcar» o «Los Azucareros». Su gentilicio es «yabucoeño». Su patrón y parroquia son los Santos Ángeles Custodios.

## Geografía
Limita al norte con San Lorenzo, Las Piedras y Humacao, al sur con Maunabo, al este con el mar Caribe, y al oeste con San Lorenzo y Patillas. Se encuentra a 8 kilómetros de Maunabo y a 16 de Humacao.
Es una región variopinta con valles, montañas, balnearios, playas, etc.
En la costa quedan la playa el Cocal y el balneario de Playa Lucía. El puerto de Yabucoa se encuentra cerca de las ruinas del antiguo puerto (playa Guayanés). La Reserva Inés María Mendoza de Muñoz Marín, regentada por el Fideicomiso de Conservación, es un área natural de ondulantes praderas, estrechas playas y acantilados rodeados de arboledas. Es también importante hábitat de aves autóctonas como el comeñame, bienteveo, halcón, etc.

### Barrios
- Aguacate
- Calabazas
- Camino Nuevo
- Guayabota
- Jácanas
- Juan Martín
- Limones
- Playa (Yabucoa)
- Tejas
- Yabucoa barrio-pueblo

## Historia
Yabucoa se funda el 3 de octubre de 1793 en terrenos donados por Don Manuel Colón de Bonilla y su esposa Doña Catalina Morales Pacheco. Su nombre significa, según el historiador Cayetano Coll y Toste, tierra de yuca.
Las extensas llanuras sembradas de caña de azúcar le valieron a Yabucoa el sobrenombre de Los Azucareros. Estuvo asociada al cacique Guaraca.

## Demografía
Según el censo 2010, Yabucoa tenía una población total de 37 941 habitantes, lo cual equivale a una densidad poblacional de 687,2 habitantes por milla cuadrada. Yabucoa cubre un área de 55,21 millas cuadradas.
La población está compuesta por 24 888 (65,6%) blancos, 5334 (14,1%) negros o afroamericanos, 172 (0,5%) amerindios, y 57 (0,2%) asiáticos. El resto de la población se considera alguna otra raza o una mezcla de dos o más razas. Un 0,7% de la población no se considera hispana o latina.

## Celebraciones locales
- En abril, el Festival del Azúcar, Guarapo y Melao, con degustación de caña de azúcar y otros productos derivados de ella.
- En septiembre, el Festival del Campesino.

## Gobierno
Como todos los municipios en Puerto Rico, Yabucoa es administrado por un alcalde. El alcalde actual es Rafael Surillo Ruiz, del Partido Popular Democrático (PPD). Surillo fue elegido en las Elecciones Generales de Puerto Rico, 2012. 
El municipio pertenece al Distrito Senatorial VII de Puerto Rico. Es respresentado por dos Senadores de Distrito, Jorge Suárez y José Luis Dalmau, quienes fueron elegidos en el 2012. En esas elecciones,  Ramón Luis Cruz Burgos fue elegido como representante del municipio.